# 1 sierpnia
1 sierpnia jest 213. (w latach przestępnych 214.) dniem w kalendarzu gregoriańskim. Do końca roku pozostaje 152 dni.

## Święta
- Imieniny obchodzą: Akcjusz, Aleksander, Alfons, Antonin, Brodzisław, Eleazar, Etelwold, Justyna, Konrad, Konrada, Leoncjusz, Marceli, Nadzieja, Nemezjusz, Nemezy, Piotr, Rudolf, Rudolfa, Rudolfina, Salomea, Wiara i Wiercisław.
- Barbados, Dominika, Gujana, Jamajka, Trynidad i Tobago – Dzień Wyzwolenia
- Benin – Święto Niepodległości
- Chińska Republika Ludowa – Święto Armii
- Demokratyczna Republika Konga – Dzień Rodziców
- Irlandia, daw. święto Celtów – Lughnasadh
- Kanada – Civic Holiday
- Polska – Narodowy Dzień Pamięci Powstania Warszawskiego (święto państwowe)
- Ruch Rastafari – obchody wyzwolenia z niewolnictwa
- Szwajcaria – Święto Narodowe (rocznica utworzenia konfederacji 1291)
- Wspomnienia i święta w Kościele katolickim[1][2] obchodzą:
  - 11 bł. męczennic z Nowogródka: bł. Maria Stella i towarzyszki (w Polsce 4 września)
  - św. Alfons Maria Liguori (biskup i doktor Kościoła)
  - św. Euzebiusz z Vercelli (biskup i ojciec Kościoła)
  - święte: Wiara, Nadzieja i Miłość (męczennice)

## Wydarzenia w Polsce

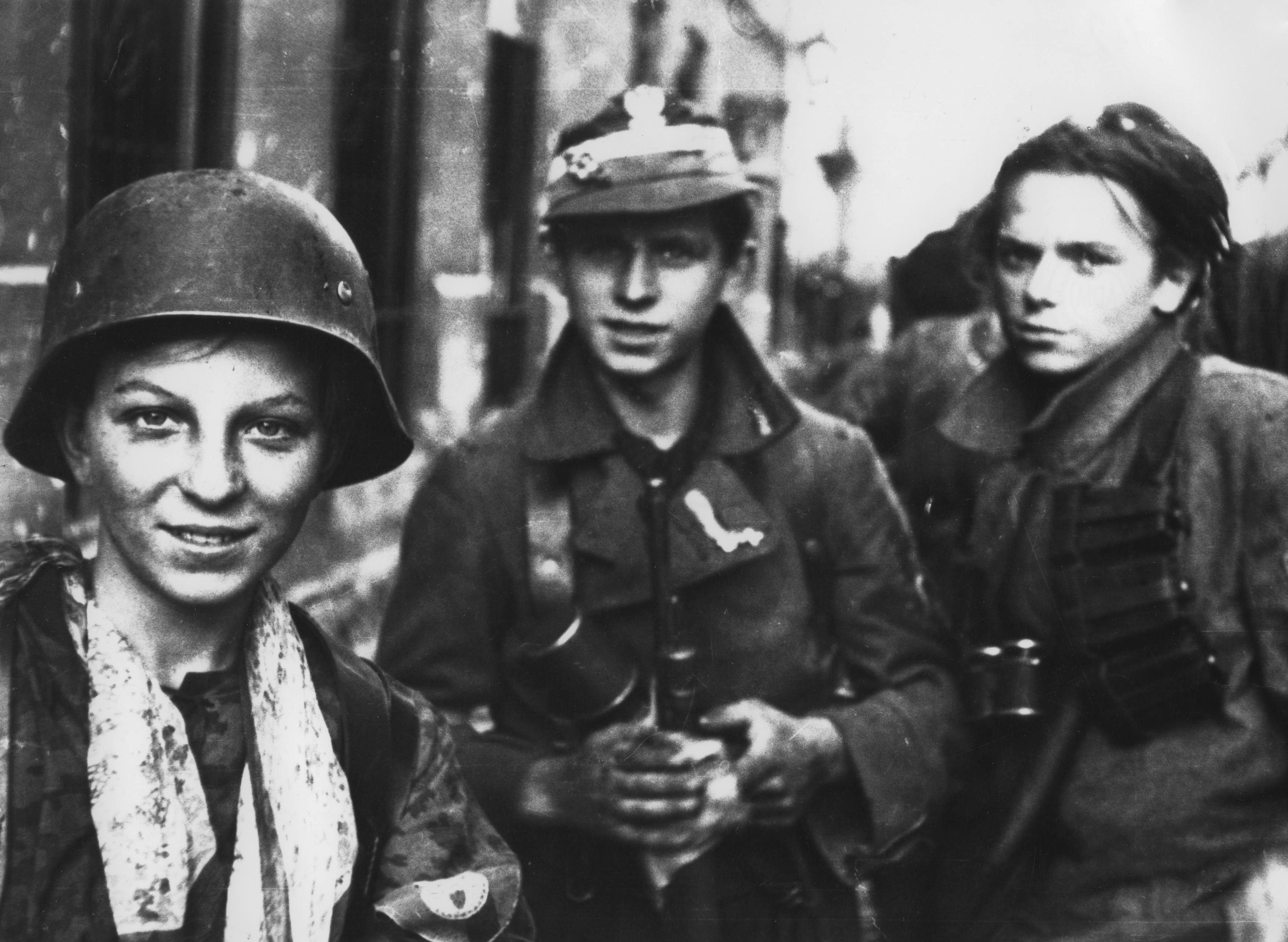
Młodzi powstańcy warszawscy (1944)

- 1293 – Założono miasto Twardogóra.
- 1404 – Hospodar Mołdawii Aleksander Dobry złożył w Kamieńcu Podolskim hołd lenny królowi Władysławowi II Jagielle.
- 1431 – Podczas narady z pruskimi komturami w Elblągu wielki mistrz zakonu krzyżackiego Paul Bellitzer von Russdorff, zgodnie z umową zawartą ze zbuntowanym i zagrożonym polską interwencją wielkim księciem litewskim Świdrygiełłą, podjął decyzję o zorganizowaniu przeciwko Polsce ekspedycji złożonej z pospolitego ruszenia stanów, w tym ludności chłopskiej.
- 1514 – IV wojna litewsko-moskiewska: wojska moskiewskie na czele z wielkim księciem Wasylem III wkroczyły do Smoleńska, poddanego poprzedniego dnia po dwutygodniowym oblężeniu.
- 1794 – Insurekcja kościuszkowska: rozpoczęła się bitwa pod Słonimem.
- 1827 – Uruchomiono Latarnię Morską Hel.
- 1834 – Senat Wolnego Miasta Krakowa zakazał wypasu bydła na Plantach.
- 1840 – Otwarto Szpital Wszystkich Świętych w Wieluniu, który został zburzony w wyniku niemieckiego bombardowania 1 września 1939 roku.
- 1880 – W Jeleniej Górze założono Towarzystwo Karkonoskie.
- 1919 – Sejm RP przyjął ustawy: o godłach i barwach Rzeczypospolitej Polskiej oraz o orderze Virtuti Militari.
- 1920 – Wojna polsko-bolszewicka: polskie dowództwo wydało rozkaz zakończenia obrony twierdzy Łomża, co otworzyło wojskom sowieckim drogę na Warszawę.
- 1926 – Rozpoczął działalność Instytut Lotnictwa w Warszawie.
- 1935 – W Tatrach rozpoczęto budowę kolejki linowej na Kasprowy Wierch.
- 1937 – Uruchomiono pierwszą regularną linię autobusową w Sosnowcu.
- 1941 – Na mocy dekretu Adolfa Hitlera tereny dawnych województw lwowskiego, tarnopolskiego i stanisławowskiego, pod nazwą dystryktu galicyjskiego, weszły w skład Generalnego Gubernatorstwa.
- 1943:
  - Niemcy rozstrzelali 11 męczennic z Nowogródka.
  - Wybuchło powstanie w getcie będzińsko-sosnowieckim.
- 1944:
  - O 17:00 (Godzina „W”) wybuchło powstanie warszawskie.
  - PKWN i ZSRR nawiązały stosunki dyplomatyczne.
  - Siedzibę PKWN przeniesiono do Lublina.
- 1946 – Ukazało się pierwsze wydanie czasopisma „Film”.
- 1951 – Część załogi trałowca ORP „Żuraw” sterroryzowała dowództwo i uprowadziła okręt do Ystad w Szwecji. 12 członków załogi wystąpiło o azyl polityczny, a okręt z resztą załogi powrócił do kraju 3 sierpnia.
- 1970 – Jan Stachura wygrał 27. Tour de Pologne.
- 1972 – Jelcz zakupił licencję na produkcję francuskiego autobusu Berliet PR100.
- 1975 – 18 osób zginęło w katastrofie promu na Motławie w Gdańsku.
- 1977 – Ursus został przyłączony do Warszawy.
- 1978 – W katastrofie kolejowej pod Brodami Warszawskimi zginęło 6 osób, a 98 zostało rannych.
- 1981:
  - Po raz pierwszy odznaczono stu byłych powstańców Warszawskimi Krzyżami Powstańczymi.
  - W warszawskim hotelu Victoria doszło do nieudanego zamachu na Palestyńczyka Abu Daouda, podejrzewanego przez Mosad o udział w zamachu na izraelskich sportowców w Monachium w 1972 roku.
- 1985 – Dokonano oblotu szybowca PZL KR-03 Puchatek, jedynego polskiego szybowca o konstrukcji metalowej produkowanego seryjnie.
- 1986 – Marek Kulas wygrał 43. Tour de Pologne.
- 1989:
  - Na placu Krasińskich w Warszawie odsłonięto Pomnik Powstania Warszawskiego.
  - Uwolniono ceny żywności i zniesiono kartki na mięso.
- 1997 – Sejm RP przyjął nową ustawę o Trybunale Konstytucyjnym.
- 2004 – Wystartował kanał TVN Style.
- 2010 – Weszła w życie nowelizacja ustawy o przeciwdziałaniu przemocy w rodzinie z 10 czerwca 2010 roku, wprowadzająca m.in. zakaz stosowania kar cielesnych w rodzinie.
- 2011 – Wszedł w życie Kodeks wyborczy.
- 2015 – Podczas Festiwalu Rzutów im. Kamili Skolimowskiej w Cetniewie Anita Włodarczyk ustanowiła wynikiem 81,08 metra rekord świata w rzucie młotem, jako pierwsza kobieta przekraczając granicę 80 m.
- 2022 – Nastąpiła fuzja PKN Orlen z Grupą Lotos.

## Wydarzenia na świecie
- 30 p.n.e. – Oktawian wkroczył do Aleksandrii w Egipcie.
- 69 – W Galii wybuchło powstanie Batawów pod wodzą Juliusza Cywilisa.
- 527 – Po śmierci Justyna I cesarzem wschodniorzymskim został Justynian I Wielki.
- 608 – W Rzymie wzniesiono Kolumnę Fokasa.
- 768 – (lub 7 sierpnia) Stefan III został papieżem.
- 902 – Arabowie zdobyli Taorminę, ostatnią bizantyjską twierdzę na Sycylii.
- 924 – Athelstan został królem Anglii.
- 1137 – Ludwik VII Młody został królem Francji.
- 1177 – Cesarz rzymski Fryderyk I Barbarossa i papież Aleksander III zawarli pokój wenecki.
- 1203 – Aleksy IV Angelos został koronowany na współcesarza bizantyjskiego.
- 1252 – Biskup Kurlandii podpisał akt ustanowienia zamku w Kłajpedzie.
- 1291 – Utworzono Konfederację Szwajcarską.
- 1421 – Władca z dynastii Timurydów Szahruch pokonał w czterodniowej bitwie na równinie Alaszgird wojska turkmeńskiej federacji plemiennej Kara Kojunlu.
- 1431 – V krucjata antyhusycka prowadzona przez elektora brandenburskiego Fryderyka I Hohenzollerna i legata papieskiego, kardynała Juliana Cesariniego wyruszyła na Czechy.
- 1498 – Krzysztof Kolumb dotarł do Wenezueli.
- 1589 – Król Francji i były król Polski Henryk III Walezy został śmiertelnie zraniony nożem przez dominikanina Jacques’a Clémenta.
- 1652 – Paisjusz I został ekumenicznym patriarchą Konstantynopola.
- 1658 – Leopold I Habsburg został koronowany w katedrze we Frankfurcie nad Menem na cesarza rzymskiego.
- 1664 – IV wojna austriacko-turecka: klęska wojsk tureckich w bitwie pod Szentgotthárd.
- 1714 – Jerzy I Hanowerski został królem Wielkiej Brytanii.
- 1745 – Rozpoczęto budowę soboru Objawienia Pańskiego w Jekaterynburgu.
- 1759 – Wojna siedmioletnia: zwycięstwo wojsk prusko-hanowersko-brytyjskich nad francuskimi w bitwie pod Minden.
- 1770 – V wojna rosyjsko-turecka: zwycięstwo wojsk rosyjskich w bitwie nad Kargułem.
- 1776 – Utworzono hiszpańskie Wicekrólestwo La Platy, obejmujące dzisiejsze terytoria Argentyny, Urugwaju, Paragwaju i Boliwii.
- 1786 – Brytyjska astronom Caroline Herschel jako pierwsza kobieta odkryła kometę.
- 1793 – We Francji wprowadzono system metryczny.
- 1798 – Wyprawa Napoleona do Egiptu: zwycięstwo floty brytyjskiej pod dowództwem admirała Horatio Nelsona nad francuską w bitwie pod Abukirem.
- 1800 – Parlament irlandzki przyjął Akt Unii z Wielką Brytanią.
- 1801 – I wojna berberyjska: szkuner USS „Enterprise” pokonał 14-działowy piracki okręt „Tripol” po jednostronnej bitwie, w której amerykańscy marines zdziesiątkowali swym ogniem próbujących abordażu piratów.
- 1808:
  - Joachim Murat został królem Neapolu.
  - W Lizbonie wylądował gen. Arthur Wellesley z kontyngentem wojsk brytyjskich, rozpoczynając wojnę z okupującymi Półwysep Iberyjski wojskami napoleońskimi.
- 1821 – Wojna o niepodległość Grecji: greccy powstańcy zdobyli po oblężeniu miasto Monemwasia na Peloponezie.
- 1829 – Ukazało się pierwsze wydanie francuskiego miesięcznika „Revue des Deux Mondes”.
- 1832 – Między Linzem a Czeskimi Budziejowicami uruchomiono pierwszą w Austrii linię kolei konnej.
- 1834 – Na terenie całego imperium brytyjskiego zniesiono niewolnictwo.
- 1844 – W Berlinie otwarto ogród zoologiczny.
- 1848 – Gaspard-Théodore-Ignace de la Fontaine został pierwszym premierem Luksemburga.
- 1861 – W brytyjskim dzienniku „The Times” została opublikowana pierwsza na świecie prognoza pogody[3].
- 1876 – Kolorado jako 38. stan dołączyło do Unii.
- 1877 – Francuski astronom Alphonse Borrelly odkrył planetoidę (173) Ino.
- 1888:
  - Carl Benz otrzymał pierwsze prawo jazdy.
  - Otwarto dworzec kolejowy Sofia Centralna.
- 1891 – Założono Bułgarską Partię Socjaldemokratyczną.
- 1894 – Wybuchła wojna chińsko-japońska.
- 1899:
  - Otwarto stadion piłkarski Rugby Park w szkockim Kilmarnock.
  - Uruchomiono komunikację tramwajową we francuskim Lourdes.
- 1901 – W Holandii powstał rząd Abrahama Kuypera.
- 1907 – Robert Baden-Powell zorganizował na wyspie Brownsea w Anglii obóz młodzieżowy, który zapoczątkował dzieje skautingu.
- 1914 – I wojna światowa: Niemcy wypowiedziały wojnę Rosji. Powszechna mobilizacja w Szwajcarii.
- 1919 – Wojska rumuńskie zlikwidowały Węgierską Republikę Rad.
- 1922
  - Antyfaszystowski strajk powszechny we Włoszech.
  - Japońskie Sapporo uzyskało prawa miejskie.
- 1925 – Domingos Leite Pereira został po raz trzeci premierem Portugalii.
- 1926 – Założono włoski klub piłkarski SSC Napoli.
- 1927 – Wybuchło powstanie w Nanchangu; datę tę przyjmuje się jako datę powstania Chińskiej Armii Ludowo-Wyzwoleńczej.
- 1929 – Z połączenia siedmiu miejscowości utworzono miasto Wuppertal w Nadrenii Północnej-Westfalii.
- 1934 – W Berlinie odbyło się pierwsze posiedzenie Trybunału Ludowego.
- 1936 – W Berlinie rozpoczęły się XI Letnie Igrzyska Olimpijskie.
- 1937 – W Mińsku oficerowie NKWD spalili dziesiątki tysięcy rękopisów białoruskich pisarzy.
- 1939 – Otwarto Ogólnorosyjskie Centrum Wystawowe w Moskwie.
- 1940 – Minister spraw zagranicznych Japonii Yōsuke Matsuoka ogłosił plan utworzenia Strefy Wspólnego Dobrobytu Wielkiej Azji Wschodniej na terenach podbitych przez armię japońską.
- 1941:
  - Prezydent USA Franklin Delano Roosevelt nałożył embargo na eksport ropy naftowej do Japonii.
  - Rozpoczęła się seryjna produkcja samochodu Willys Jeep.
  - W odwecie za opór cywilów podczas bitwy o Kretę Niemcy rozstrzelali we wsiach Alikianos, Furnès i Skenès koło Chanii 145 mężczyzn i 2 kobiety.
- 1942 – W USA rozpoczął się ponad dwuletni strajk muzyków zrzeszonych w American Federation of Musicians żądających zwiększenia wpływów z tantiem, polegający na zaprzestaniu nagrywania płyt. Strajk nie obejmował występów na koncertach lub w radiu „na żywo“, a później nagrywania dla żołnierzy.
- 1943 – W ramach operacji „Tidal Wave“ 177 bombowców USAAF wystartowało z Libii i południowych Włoch z zadaniem zbombardowania 9 rafineriom ropy naftowej wokół Ploeszti w Rumunii. Według oficjalnych raportów amerykańskich misja zakończyła się „brakiem ograniczenia wydajności produkcji”.
- 1944:
  - 1. Dywizja Pancerna gen. Stanisława Maczka wylądowała w Normandii.
  - Anne Frank dokonała ostatniego przed aresztowaniem wpisu w swym pamiętniku.
  - Wojna na Pacyfiku: wojska amerykańskie zdobyły wyspę Tinian w archipelagu Marianów.
- 1946:
  - Parlament federalny przyjął ustawę powołującą Australijski Uniwersytet Narodowy (ANU) z siedzibą w Canberze.
  - Prezydent Harry Truman podpisał ustawę powołującą największy program wymiany naukowej i kulturowej między USA a innymi krajami, zainicjowany przez senatora Johna Williama Fulbrighta.
  - Założono amerykańską Komisję Energii Atomowej.
  - Założono skandynawskie linie lotnicze SAS.
  - Założono włoski klub piłkarski UC Sampdoria.
- 1948 – Na Atlantyku rozbił się lecący z Fort-de-France na Martynice do Port Étienne (dzisiejsze Nawazibu w Mauretanii) należący do Air France wodnosamolot Latécoère 631, w wyniku czego zginęły 52 osoby (40 pasażerów i 12 członków załogi).
- 1950 – Abdykował król Belgów Leopold III Koburg.
- 1951 – Założono Japan Airlines.
- 1955 – Dokonano oblotu amerykańskiego samolotu rozpoznawczego Lockheed U-2.
- 1957 – Rozpoczął działalność niemiecki Bundesbank.
- 1960 – Benin (jako Dahomej) uzyskał niepodległość (od Francji).
- 1962 – W Nepalu w katastrofie należącego do Royal Nepal Airlines samolotu Douglas DC-3 zginęło wszystkich 10 osób na pokładzie.
- 1966 – Szaleniec Charles Whitman otworzył ogień z wieży Uniwersytetu Teksańskiego w Austin, zabijając 14 i raniąc 31 osób. Sam został zastrzelony przez policjanta.
- 1971:
  - Stacja CBS wyemitowała premierowe wydanie programu rozrywkowego The Sonny & Cher Comedy Hour, który prowadzili będący wówczas małżeństwem Sonny Bono i Cher.
  - W Madison Square Garden w Nowym Jorku odbyły się dwa charytatywne koncerty dla Bangladeszu.
- 1972 – W niemieckim Bad Münstereifel uruchomiono Radioteleskop Effelsberg.
- 1973 – Wszedł w życie pakt powołujący Karaibską Wspólnotę i Wspólny Rynek (CARICOM).
- 1975:
  - Kabinda (obecnie prowincja Angoli) ogłosiła niepodległość (od Portugalii).
  - Leszek Cichy, Janusz Onyszkiewicz i Krzysztof Zdzitowiecki jako pierwsi Polacy zdobyli ośmiotysięcznik Gaszerbrum II w paśmie Karakorum.
  - W Helsinkach przyjęto akt końcowy Konferencji Bezpieczeństwa i Współpracy w Europie.
- 1976:
  - Podczas wyścigu Formuły 1 na niemieckim torze Nürburgring austriacki kierowca Niki Lauda uległ wypadkowi i został ciężko poparzony w pożarze swego bolidu.
  - Trynidad i Tobago przyjęły konstytucję wprowadzającą ustrój republikański. Pierwszym prezydentem został Ellis Clarke.
- 1977 – Désiré Rakotoarijaona został premierem Madagaskaru.
- 1978:
  - Premiera czechosłowackiej komedii filmowej Adela jeszcze nie jadła kolacji w reżyserii Oldřicha Lipský’ego
  - W Alpach bawarskich utworzono Park Narodowy Berchtesgaden.
- 1979 – Maria de Lourdes Pintasilgo została pierwszą kobietą-premierem Portugalii.
- 1980 – Vigdís Finnbogadóttir została pierwszą kobietą-prezydentem Islandii.
- 1981 – W USA wystartowała telewizja muzyczna MTV. Pierwszym wyemitowanym teledyskiem był Video Killed the Radio Star zespołu The Buggles.
- 1987 – Wystartowała MTV Europe.
- 1988 – Uruchomiono komunikację tramwajową w Mozyrzu na Białorusi.
- 1990:
  - Rozpoczęła się załogowa misja kosmiczna na statku Sojuz TM-10.
  - W Tel Awiwie otwarto dworzec autobusowy Terminal 2000.
  - Żelu Żelew został pierwszym niekomunistycznym prezydentem Bułgarii.
- 1993 – Były dyktator Republiki Środkowoafrykańskiej Jean-Bédel Bokassa został przedterminowo zwolniony z więzienia na podstawie amnestii ogłoszonej przez prezydenta André Kolingbę.
- 1996:
  - Ólafur Ragnar Grímsson został prezydentem Islandii.
  - W trakcie XXVI Igrzysk Olimpijskich w Atlancie Amerykanin Michael Johnson ustanowił rekord świata w biegu na 200 m (19,32 s).
- 2000 – Mosze Kacaw został prezydentem Izraela.
- 2003:
  - Początek morderczej fali upałów w zachodniej i południowej Europie.
  - W samobójczym zamachu bombowym na rosyjski szpital w Mozdoku (Osetia Północna) zginęło 50 osób, a ponad 75 zostało rannych.
- 2004 – W pożarze supermarketu w stolicy Paragwaju Asunción zginęły co najmniej 464 osoby, a 409 zostało rannych.
- 2005 – Abd Allah ibn Abd al-Aziz Al Su’ud został królem Arabii Saudyjskiej.
- 2006 – Sąd Arbitrażowy w Moskwie ogłosił upadłość koncernu naftowego Jukos.
- 2007:
  - Co najmniej 50 osób zginęło, a 60 zostało rannych w samobójczym zamachu bombowym kierowcy cysterny w dzielnicy Mansour w Bagdadzie.
  - W Minneapolis w amerykańskim stanie Minnesota zawalił się most I-35W nad Missisipi; zginęło 13 osób, a 141 zostało rannych.
  - W katastrofie kolejowej pod Benaleka (Demokratyczna Republika Konga) zginęło 100 osób, a 128 zostało rannych.
- 2008:
  - Całkowite zaćmienie Słońca widoczne w północnej Kanadzie (Nunavut), północnej Rosji, zachodniej Mongolii i ChRL.
  - Weszła w życie reforma administracyjna Saksonii.
- 2009 – Były premier Danii Anders Fogh Rasmussen został sekretarzem generalnym NATO.
- 2010 – Holandia rozpoczęła wycofywanie swojego kontyngentu wojskowego z Afganistanu.
- 2016 – Guðni Th. Jóhannesson został prezydentem Islandii.
- 2017 – Shahid Abbasi został premierem Pakistanu.
- 2019 – Muhammad wuld al-Ghazwani został prezydentem Mauretanii.
- 2021 – Gen. Min Aung Hlaing został premierem Birmy.
- 2023 – Ahmad al-Haszszani został premierem Tunezji.
- 2024 – Halla Tómasdóttir została prezydentem Islandii.

## Urodzili się
- 10 p.n.e. – Klaudiusz, cesarz rzymski (zm. 54)
- 126 – Pertynaks, cesarz rzymski (zm. 193)
- 1313 – Kōgon, cesarz Japonii (zm. 1364)
- 1377 – Go-Komatsu, cesarz Japonii (zm. 1433)
- 1425 – Fryderyk Wittelsbach, elektor Palatynatu (zm. 1476)
- 1495 – Jan van Scorel, niderlandzki malarz, rysownik, grafik (zm. 1562)
- 1504 – Dorota, królewna duńska, księżna pruska (zm. 1547)
- 1513 – Cosimo Gheri, włoski duchowny katolicki, biskup Fano (zm. 1537)
- 1520 – Zygmunt II August, król Polski, wielki książę litewski (zm. 1572)
- 1530 – Daniel Waldeck-Wildungen, niemiecki hrabia (zm. 1577)
- 1555 – Edward Kelley, angielski alchemik, medium, krystalomanta (zm. 1597)
- 1579 – Luiz Vélez de Guevara, hiszpański pisarz (zm. 1644)
- 1626 – Szabetaj Cewi, Żyd sefardyjski, kabalista, rabin (zm. 1676)
- 1657 – Ludwik Tomasz Sabaudzki, hrabia, wojskowy, kandydat do tronu polskiego (zm. 1702)
- 1659 – (data chrztu) Sebastiano Ricci, włoski malarz (zm. 1734)
- 1713 – Karol I, książę Brunszwiku-Bevern-Wolfenbüttel (zm. 1780)
- 1714 – Richard Wilsilon, brytyjski malarz (zm. 1782)
- 1719 – Pedro de Aranda, hiszpański polityk, dyplomata (zm. 1798)
- 1738 – Jacques François Dugommier, francuski generał (zm. 1794)
- 1744 – Jean-Baptiste de Lamarck, francuski biolog (zm. 1829)
- 1748 – Mikołaj Radziwiłł, generał major i komendant dywizji armii Wielkiego Księstwa Litewskiego, szef Regimentu Gwardii Konnej Wielkiego Księstwa Litewskiego, książę Świętego Cesarstwa Rzymskiego (zm. 1811)
- 1750 – Patrycy Przeczytański, polski pijar, kaznodzieja, filozof, logik (zm. 1817)
- 1761 – Hōitsu Sakai, japoński malarz (zm. 1828)
- 1768 – Karl Ludwig von Haller, szwajcarski ekonomista, prawnik, konserwatywny myśliciel polityczny (zm. 1854)
- 1770 – William Clark, amerykański podróżnik, odkrywca (zm. 1838)
- 1772 – Anna Jadwiga Sapieżyna, polska księżna (zm. 1859)
- 1776 – Archibald Acheson, brytyjski arystokrata, administrator kolonialny (zm. 1849)
- 1779:
  - Francis Scott Key, amerykański poeta, autor słów do hymnu USA (zm. 1843)
  - Lorenz Oken, niemiecki lekarz, przyrodnik (zm. 1851)
- 1782 – Eugeniusz de Mazenod, francuski duchowny katolicki, założyciel Misjonarzy Oblatów Maryi Niepokalanej, biskup Marsylii, święty (zm. 1861)
- 1788 – Wawrzyniec Kuśniak, polski zakonnik, Sługa Boży (zm. 1866)
- 1797 – Joachim Leopold Haupt, niemiecki pastor, publicysta, etnograf (zm. 1883)
- 1799 – Hrabina Ségur, francuska pisarka pochodzenia rosyjskiego (zm. 1874)
- 1809 – Dominik Mayer, austriacki duchowny katolicki, apostolski wikariusz polowy cesarskiej i królewskiej Armii (zm. 1875)
- 1814 – Iwan Gagarin, rosyjski dyplomata, jezuita (zm. 1882)
- 1815 – Richard Henry Dana Jr., amerykański prawnik, pisarz (zm. 1882)
- 1817:
  - Adolf I, książę Schaumburg-Lippe (zm. 1893)
  - Richard Dadd, brytyjski malarz (zm. 1886)
- 1818 – Maria Mitchell, amerykańska astronom (zm. 1889)
- 1819:
  - Augustus Charles Gregory, brytyjski podróżnik, odkrywca (zm. 1905)
  - Herman Melville, amerykański pisarz (zm. 1891)
- 1820 – Agrypin Konarski, polski kapucyn, misjonarz, kapelan w powstaniu styczniowym (zm. 1863)
- 1832 – Dominik Zbrożek, polski inżynier geodeta, wykładowca akademicki, polityk (zm. 1889)
- 1834 – Jadwiga Łuszczewska, polska pisarka, poetka (zm. 1908)
- 1843 – Robert Todd Lincoln, amerykański polityk, sekretarz obrony, syn Abrahama (zm. 1926)
- 1847 – Anton Reichenow, niemiecki ornitolog (zm. 1941)
- 1849 – George Dawson, kanadyjski geolog (zm. 1901)
- 1852:
  - Wilhelm von Bismarck, niemiecki polityk (zm. 1901)
  - James McLachlan, amerykański polityk (zm. 1940)
- 1853 – Bolesław Żardecki, polski bankowiec, polityk (zm. 1924)
- 1858 – Paul Barth, niemiecki filozof, pedagog (zm. 1922)
- 1862 – Nikoła Stanew, bułgarski historyk, działacz kulturalny (zm. 1949)
- 1863 – Gaston Doumergue, francuski polityk, minister spraw zagranicznych, premier i prezydent Francji (zm. 1937)
- 1865 – Adolf Szelążek, polski duchowny katolicki, biskup płocki (zm. 1950)
- 1867:
  - William Speirs Bruce, szkocki naturalista, polarnik, oceanograf (zm. 1921)
  - Ludwik Trochimowski, polski inżynier, hutnik (zm. 1953)
- 1870 – Ladislav Šaloun, czeski rzeźbiarz (zm. 1946)
- 1873:
  - Louise Fleck, austriacka reżyserka, scenarzystka i producentka filmowa (zm. 1950)
  - Walter Nicolai, niemiecki pułkownik, szef wywiadu wojskowego (zm. 1947)
- 1878 – José Pedro Montero, paragwajski lekarz, polityk, prezydent Paragwaju (zm. 1927)
- 1879 – Augusto Samuel Boyd, panamski lekarz, polityk, prezydent Panamy (zm. 1957)
- 1881:
  - Stanisław Kazuro, polski kompozytor, dyrygent, pedagog (zm. 1961)
  - Rose Macaulay, brytyjska pisarka (zm. 1958)
- 1882 – August Krause, polski polityk, pierwszy burmistrz Gdyni (zm. 1957)
- 1883 – Julius Friedrich, niemiecki polityk, nadburmistrz Katowic (zm. 1977)
- 1885 – György von Hevesy, węgierski fizykochemik, laureat Nagrody Nobla (zm. 1966)
- 1887 – Józef Patkowski, polski fizyk, wykładowca akademicki (zm. 1942)
- 1888:
  - Aline Murray Kilmer, amerykańska pisarka (zm. 1941)
  - Charles Winslow, południowoafrykański tenisista (zm. 1963)
- 1889 – Walter Gerlach, niemiecki fizyk (zm. 1979)
- 1890:
  - Walter Bud, niemiecki malarz, grafik pochodzenia żydowskiego (zm. 1915)
  - Archer Taylor, amerykański folklorysta, językoznawca, wykładowca akademicki (zm. 1973)
- 1891 – Karl Kobelt, szwajcarski polityk, prezydent Szwajcarii (zm. 1968)
- 1893 – Franciszek Filipski, polski samorządowiec, polityk, burmistrz Skierniewic, poseł na Sejm RP (zm. 1944)
- 1894:
  - Ottavio Bottecchia, włoski kolarz szosowy (zm. 1927)
  - Edward Digby, brytyjski arystokrata, polityk (zm. 1964)
  - Wilhelm Orlik-Rückemann, polski generał brygady (zm. 1986)
  - Kurt Wintgens, niemiecki pilot wojskowy, as myśliwski (zm. 1916)
- 1895:
  - Franciszek Mazur, polski prawnik, polityk, wicemarszałek Sejmu PRL pochodzenia ukraińskiego (zm. 1975)
  - Aleksandr Odincow, ukraiński i radziecki polityk (zm. 1937 lub 40)
- 1896:
  - Alfred Angiersztajn, polski działacz komunistyczny i związkowy (zm. 1972)
  - Erle C. Kenton, amerykański reżyser filmowy (zm. 1980)
- 1897:
  - Lya Mara, niemiecka aktorka pochodzenia polskiego (zm. 1960)
  - Piotr Szumowski, polski przedsiębiorca, działacz spółdzielczy, polityk, poseł na Sejm RP (zm. 1996)
- 1898:
  - Stiepan Kajukow, rosyjski aktor (zm. 1960)
  - Pierre Marinovitch, francuski pilot wojskowy, as myśliwski pochodzenia serbsko-polskiego (zm. 1919)
  - Jan Nepomucen Rakowski, polski altowiolista, pedagog (zm. 1962)
  - Dorota Seydenmann, polska malarka pochodzenia żydowskiego (zm. 1943)
  - Morris Stoloff, amerykański kompozytor, dyrygent (zm. 1980)
- 1899:
  - Raymond Mays, brytyjski kierowca wyścigowy (zm. 1980)
  - F.R. Scott, kanadyjski poeta (zm. 1985)
  - William Steinberg, niemiecko-amerykański dyrygent pochodzenia żydowskiego (zm. 1978)
- 1900 – Stefan Gunia, polski działacz socjalistyczny i związkowy, powstaniec śląski (zm. 1974)
- 1901:
  - Gérard Blitz, belgijski pływak, piłkarz wodny pochodzenia żydowskiego (zm. 1979)
  - Baruch Uzzi’el, izraelski prawnik, polityk (zm. 1977)
  - Pancho Villa, filipiński bokser (zm. 1925)
- 1902:
  - Lola Iturbe, hiszpańska rewolucjonistka (zm. 1990)
  - Per Kaufeldt, szwedzki piłkarz, trener (zm. 1956)
  - Pete Latzo, amerykański bokser (zm. 1968)
- 1903 – Helena Nordheim, holenderska gimnastyczka pochodzenia żydowskiego (zm. 1943)
- 1904:
  - Władysław Kociatkiewicz, polski oficer (zm. 1940)
  - Ilja Małyszew, radziecki polityk (zm. 1973)
  - Henrique Serafini, brazylijski piłkarz (zm. 1980)
- 1905:
  - Rudolf Dilong, słowacki franciszkanin, poeta, publicysta (zm. 1986)
  - Reginald Manningham-Buller, brytyjski arystokrata, polityk (zm. 1980)
  - Uuno Pietilä, fiński łyżwiarz szybki (zm. 1984)
  - Ada Wojcyk, rosyjska aktorka (zm. 1982)
- 1906 – W.K.C. Guthrie, szkocki historyk filozofii, badacz kultury starożytnej (zm. 1981)
- 1907:
  - Marga von Etzdorf, niemiecka pilotka (zm. 1933)
  - Eric Shipton, brytyjski podróżnik, wspinacz (zm. 1977)
- 1908:
  - Miloslav Kabeláč, czeski kompozytor, dyrygent (zm. 1979)
  - Aleksandr Saburow, radziecki generał (zm. 1974)
  - Maria Younga-Mikulska, polska szybowniczka (zm. 1987)
- 1909:
  - Helena Bychowska, polska pisarka, tłumaczka (zm. 1959)
  - Otto Kästner, niemiecki bokser (zm. 2002)
  - Roman Trześniowski, polski teoretyk wychowania fizycznego (zm. 2004)
  - Henryk Worcell, polski pisarz, publicysta (zm. 1982)
- 1910:
  - Erik Lönnroth, szwedzki historyk (zm. 2002)
  - Henri Mouillefarine, francuski kolarz szosowy i torowy (zm. 1994)
  - Gerda Taro, niemiecka fotografka pochodzenia polsko-żydowskiego (zm. 1937)
- 1911:
  - Bogdan Brzeziński, polski pisarz, satyryk (zm. 1980)
  - Pericle Felici, włoski kardynał (zm. 1982)
- 1912 – Otakar Jaroš, czeski dowódca wojskowy (zm. 1943)
- 1913 – Hajo Herrmann, niemiecki pilot wojskowy, prawnik (zm. 2010)
- 1914:
  - Grigol Abaszydze, gruziński prozaik, poeta (zm. 1994)
  - Chuck Keehne, amerykański kostiumograf (zm. 2001)
  - Stefan Kryński, polski lekarz, mikrobiolog (zm. 2009)
  - John Lee Thompson, brytyjski reżyser filmowy (zm. 2002)
  - Bruno Visentini, włoski prawnik, polityk (zm. 1995)
  - Zheng Tianxiang, chiński polityk (zm. 2013)
- 1915:
  - Gellu Naum, rumuński poeta, prozaik, dramaturg (zm. 2001)
  - Krystyna Szklarska, polska pisarka (zm. 2012)
- 1916 – Fiorenzo Angelini, włoski kardynał (zm. 2014)
- 1917:
  - Melania Burzyńska, polska poetka, pisarka (zm. 2003)
  - Paul Tessier, francuski chirurg (zm. 2008)
- 1918:
  - Artur Brauner, niemiecki producent filmowy pochodzenia żydowskiego (zm. 2019)
  - Klemens Oleksik, polski poeta, prozaik, autor literatury dziecięcej i młodzieżowej (zm. 1992)
- 1919:
  - James Hill, brytyjski reżyser, scenarzysta i producent filmowy i telewizyjny (zm. 1994)
  - Stanley Middleton, brytyjski pisarz (zm. 2009)
  - Hennie Möring, holenderski piłkarz (zm. 2001)
  - Franjo Šoštarić, chorwacki piłkarz, bramkarz (zm. 1975)
  - Mojsej Zeldowicz, ukraiński pisarz, krytyk literacki pochodzenia żydowskiego (zm. 2008)
- 1920:
  - Micha’el Dekel, izraelski polityk (zm. 1994)
  - Krystyna Kotowicz, polska pianistka, pedagog (zm. 2017)
  - Sammy Lee, amerykański skoczek do wody (zm. 2016)
  - Bohdan Osadczuk, ukraiński publicysta, dziennikarz, historyk (zm. 2011)
- 1921:
  - Per Berlin, szwedzki zapaśnik (zm. 2011)
  - Michał Bristiger, polski muzykolog, krytyk muzyczny, publicysta (zm. 2016)
  - Jack Kramer, amerykański tenisista (zm. 2009)
- 1922 – Stefan Pakuła, polski podporucznik, żołnierz AK, uczestnik powstania warszawskiego (zm. 1944)
- 1923:
  - Marcello Baldi, włoski reżyser i scenarzysta filmowy (zm. 2008)
  - Bohdan Borowski, polski malarz, rysownik, pedagog (zm. 1989)
  - Aleksander Grabowski, polski generał dywizji (zm. 1984)
  - Janusz Ingarden, polski architekt (zm. 2005)
  - Stanisław Maciejewski, polski prawnik, polityk, poseł na Sejm PRL (zm. 1998)
- 1924:
  - Georges Charpak, francuski fizyk, laureat Nagrody Nobla pochodzenia polsko-żydowskiego (zm. 2010)
  - Ryszard Jegorow, polski pisarz
  - Izabella Konarzewska, polska kostiumolog (zm. 2025)
  - Abd Allah ibn Abd al-Aziz Al Su’ud, król Arabii Saudyjskiej (zm. 2015)
- 1925:
  - Helena Grabowska, polska nauczycielka, działaczka partyjna (zm. 2008)
  - Ernst Jandl, austriacki poeta (zm. 2000)
  - Bolesław Suszka, polski dendrolog, działacz społeczny (zm. 2020)
- 1926:
  - Theo Adam, niemiecki śpiewak operowy (bas) (zm. 2011)
  - Sławomir Siekierski, polski chemik, wykładowca akademicki (zm. 2019)
  - Jurij Slepuchin, rosyjski pisarz, publicysta, polityk (zm. 1998)
  - Jan Trębski, polski nauczyciel, działacz oświatowy i samorządowy (zm. 2016)
- 1927:
  - Anthony Bosco, amerykański duchowny katolicki, biskup Greensburga (zm. 2013)
  - André Cools, belgijski polityk (zm. 1991)
  - Stanisław Kokesz, polski reżyser filmowy (zm. 2015)
  - Seung Sahn, koreański mnich buddyjski (zm. 2004)
- 1928 – Piotr Gorecki, polski farmaceuta (zm. 2008)
- 1929:
  - Leila Abaszidze, gruzińska aktorka (zm. 2018)
  - Hafizullah Amin, afgański polityk, prezydent Afganistanu (zm. 1979)
  - Barbara Kicińska-Kamińska, polska piosenkarka (zm. 2021)
  - Stanislav Samuhel, słowacki taternik, przewodnik tatrzański, ratownik górski, fotograf (zm. 1995)
- 1930:
  - Eugene Balon, czesko-polsko-kanadyjski zoolog, ichtiolog (zm. 2013)
  - Lionel Bart, brytyjski kompozytor (zm. 1999)
  - Pierre Bourdieu, francuski socjolog (zm. 2002)
  - Lawrence Eagleburger, amerykański polityk, sekretarz stanu (zm. 2011)
  - Jerzy Hausleber, polski lekkoatleta, chodziarz (zm. 2014)
  - Walter Jagiełło, amerykński muzyk stylu folk i muzyki etnicznej pochodzenia polskiego (zm. 2006)
  - Predrag Marković, jugosłowiański piłkarz (zm. 1979)
  - Remigiusz Sobański, polski duchowny katolicki, kanonista (zm. 2010)
- 1931:
  - Eugeniusz Bajkowski, polski dziennikarz, publicysta ekonomiczny, działacz polonijny (zm. 2023)
  - Lloyd Brevett, jamajski muzyk sesyjny, kontrabasista, członek zespołu The Skatalites (zm. 2012)
  - Harold Connolly, amerykański lekkoatleta, młociarz (zm. 2010)
  - Dino Da Costa, brazylijski piłkarz (zm. 2020)
  - Cor van der Gijp, holenderski piłkarz (zm. 2022)
- 1932:
  - Eugenia Siemaszkiewicz, polska pisarka, tłumaczka (zm. 2014)
  - Ladislav Trojan, czeski aktor (zm. 2022)
- 1933:
  - Dom DeLuise, amerykański aktor komediowy pochodzenia włoskiego (zm. 2009)
  - Ko Un, południowokoreański poeta
  - Antonio Negri, włoski etyk, marksistowski filozof polityczny, pisarz (zm. 2023)
  - Dušan Třeštík, czeski historyk, publicysta (zm. 2007)
- 1934:
  - Wincenty Pugacewicz, polski duchowny prawosławny, teolog (zm. 2019)
  - Wojciech Stan, polski fotograf, fotoreporter (zm. 2025)
- 1935:
  - Nobuo Tanaka, japoński aktor (zm. 2018)
  - Anthony Frederick Tonnos, kanadyjski duchowny katolicki, biskup Hamilton
  - Piotr Żbikowski, polski historyk literatury (zm. 2011)
- 1936:
  - André Gagnon, kanadyjski kompozytor (zm. 2020)
  - William Donald Hamilton, brytyjski biolog ewolucyjny (zm. 2000)
  - Karl-Heinz Marsell, niemiecki kolarz torowy (zm. 1996)
  - Yves Saint Laurent, francuski projektant mody (zm. 2008)
  - Uziah Thompson, jamajski perkusista (zm. 2014)
  - Karol Maria Wirtemberski, niemiecki arystokrata, pretendent do tronu Wirtembergii, przedsiębiorca (zm. 2022)
- 1937:
  - Alfonse D’Amato, amerykański prawnik, polityk, senator pochodzenia włoskiego
  - Maria Trzcińska-Fajfrowska, polska lekarka, polityk, poseł na Sejm RP (zm. 1994)
  - Oleg Winogradow, rosyjski choreograf
- 1938:
  - Lech Czerkas, polski śpiewak operowy (baryton), aktor (zm. 2013)
  - Ryszard Jan Kuźmo, litewski epidemiolog, działacz polonijny
  - Danuta Serafin, polska działaczka oświatowa, polityk, poseł na Sejm PRL (zm. 2004)
  - Edward Sokoine, tanzański polityk, premier Tanzanii (zm. 1984)
- 1939:
  - Mieczysław Chudzik, polski operator filmowy
  - Filika Dimo, albańska aktorka (zm. 2021)
  - Terry Kiser, amerykański aktor
  - Stefano Podestà, włoski ekonomista, polityk
  - Francesco Sarego, włoski duchowny katolicki, biskup Goroka w Papui-Nowej Gwinei
  - Zofia Stępień, polska polityk
  - John Tomlinson, brytyjski polityk, samorządowiec, eurodeputowany (zm. 2024)
  - Robert James Waller, amerykański pisarz (zm. 2017)
- 1940:
  - Horst Herrmann, niemiecki pisarz, teolog, socjolog (zm. 2017)
  - Grzegorz Roszko, polski poeta, malarz, muzyk (zm. 2009)
  - Arnold Othmar Wieland, niemiecki duchowny katolicki, wielki mistrz zakonu krzyżackiego
- 1941:
  - Nathalie Delon, francuska aktorka, reżyserka i scenarzystka filmowa (zm. 2021)
  - Klaus Pohl, niemiecki zapaśnik
  - Jordi Savall, hiszpański muzyk, kompozytor
- 1942:
  - Jerry Garcia, amerykański gitarzysta, członek zespołu Grateful Dead (zm. 1995)
  - Giancarlo Giannini, włoski aktor
  - Jacek Grelowski, polski reżyser filmów dokumentalnych (zm. 2017)
  - Jerzy Mokrzycki, polski polityk, senator RP (zm. 2005)
- 1943:
  - Tomasz Knothe, polski prawnik, historyk, dyplomata
  - Andy Roxburgh, szkocki piłkarz, trener
  - Josip Stanić Stanios, chorwacki malarz, pisarz
- 1944:
  - Károly Bajkó, węgierski zapaśnik (zm. 1997)
  - Alfonso Badini Confalonieri, włoski duchowny katolicki, biskup Susy
  - Ferdinand Fairfax, brytyjski reżyser filmowy
  - Maciej Pietrzyk, polski aktor, malarz, poeta
  - Jurij Romanienko, rosyjski pułkownik lotnictwa, kosmonauta
  - Andrew Vajna, węgierski producent filmowy (zm. 2019)
- 1945:
  - Jadwiga Has, polska pisarka, autorka tekstów piosenek (zm. 2017)
  - Douglas D. Osheroff, amerykański fizyk, laureat Nagrody Nobla
  - Ona Valiukevičiūtė, litewska piosenkarka, polityk
- 1946:
  - Boz Burrell, brytyjski basista, członek zespołów King Crimson i Bad Company (zm. 2006)
  - David Calder, brytyjski aktor
  - Gordon Johnson, australijski kolarz torowy i szosowy
  - Tadeusz Nyczek, polski eseista, teatrolog, reżyser teatralny
  - Paul Torday, brytyjski pisarz, przedsiębiorca (zm. 2013)
- 1947:
  - Ołeksandr Baziuk, ukraiński architekt
  - Jan Tomasz Gross, polsko-amerykański socjolog, historyk, pisarz pochodzenia żydowskiego
  - Jacek Kleyff, polski bard, poeta, kompozytor, aktor, malarz, członek zespołu Orkiestra Na Zdrowie
  - Leoluca Orlando, włoski polityk
  - Romano Rossi, włoski duchowny katolicki, biskup Civita Castellana
- 1948:
  - Christopher Crowe, amerykański reżyser filmowy
  - David Gemmell, brytyjski pisarz fantasy (zm. 2006)
  - Paul Sueo Hamaguchi, japoński duchowny katolicki, biskup Ōity (zm. 2020)
  - Andrea Mingardi, włoski piosenkarz
  - Abd al-Malik Sallal, algierski polityk, premier Algierii
  - Rainer Schmidt, niemiecki skoczek narciarski
- 1949:
  - Warren Archibald, trynidadzko-tobagijski piłkarz
  - Kurmanbek Bakijew, kirgiski polityk, prezydent Kirgistanu
  - Adam Brodecki, polski pediatra, łyżwiarz figurowy, polityk, poseł na Sejm RP (zm. 2010)
  - Jim Carroll, amerykański prozaik, poeta, muzyk, wokalista (zm. 2009)
  - Bruno Forte, włoski duchowny katolicki, arcybiskup Chieti-Vasto
  - Magdolna Komka, węgierska lekkoatletka, skoczkini wzwyż (zm. 2024)
  - Ketewan Losaberidze, gruzińska łuczniczka (zm. 2022)
  - Jan Łukaszewski, polski dyrygent, pedagog
- 1950:
  - Steve Bracey, amerykański koszykarz, trener (zm. 2006)
  - Frances Fitzgerald, irlandzka polityk
  - Loles León, hiszpańska aktorka
  - Árni Thórarinsson, islandzki pisarz
  - Roy Williams, amerykański trener koszykówki
  - Irena Wóycicka, polska ekonomistka, urzędnik, polityk
- 1951:
  - Jean-Pierre Bassène, senegalski duchowny katolicki, biskup Koldy
  - Tommy Bolin, amerykański gitarzysta, członek zespołu Deep Purple (zm. 1976)
  - Jürgen Fanghänel, niemiecki bokser
  - Riad Haidar, polski pediatra, działacz społeczny, samorządowiec, polityk, poseł na Sejm RP (zm. 2023)
  - Akbarszo Iskandarow, tadżycki polityk, dyplomata
  - Guy Martinolle, francuski kierowca wyścigowy
  - Lech Witkowski, polski profesor filozofii edukacji, filozofii kultury i epistemologii
- 1952:
  - Janusz Andrzejewski, polski aktor
  - Brian Patrick Clarke, amerykański aktor
  - Zoran Đinđić, serbski polityk, premier Serbii (zm. 2003)
  - Elżbieta Jankowska, polska polityk, poseł na Sejm RP
  - Jurij Romenski, ukraiński piłkarz, bramkarz, trener
  - Petro Symonenko, ukraiński polityk
  - Aniela Szubert, polska lekkoatletka, sprinterka
  - Donczo Żekow, bułgarski zapaśnik
- 1953:
  - Dominique Bilde, francuska działaczka samorządowa, polityk
  - Robert Cray, amerykański wokalista, gitarzysta
  - Marc-Philippe Daubresse, francuski polityk
  - Bogdan Diklić, serbski aktor
  - Czesław Gniecki, polski franciszkanin, teolog
  - Wiesław Godzic, polski socjolog, filmoznawca, medioznawca, wykładowca akademicki
  - Elida Janushi, albańska aktorka
  - Adrie van Kraay, holenderski piłkarz
  - Jerzy Suchanek, polski prozaik, poeta
  - Keith Taylor, brytyjski samorządowiec, polityk, eurodeputowany (zm. 2022)
- 1954:
  - Michael Badnarik, amerykański inżynier oprogramowania, polityk (zm. 2022)
  - Trevor Berbick, jamajski bokser (zm. 2006)
  - James Gleick, amerykański dziennikarz, pisarz
  - Mieczysław Jacków, polski nauczyciel, samorządowiec, polityk, poseł na Sejm RP
  - Benno Möhlmann, niemiecki piłkarz, trener
  - Jacek Popiel, polski teatrolog, literaturoznawca
  - Rajinder Singh, indyjski zapaśnik
  - Jan Stypułkowski, polski piłkarz, trener (zm. 2009)
  - Ed Vulliamy, brytyjski dziennikarz, reporter
  - Anna Ziaja, polska malarka
- 1955:
  - Ołeksandr Hołokołosow, ukraiński piłkarz, trener
  - Stephen Tjephe, birmański duchowny katolicki, biskup Loikaw (zm. 2020)
  - Piotr Zieliński, polski fizyk, wykładowca akademicki
- 1956:
  - Sofia Corban, rumuńska wioślarka
  - Axel Milberg, niemiecki aktor, lektor
  - Anna Molga, polska malarka, ilustratorka
  - Tomasz Orłowski, polski dyplomata
  - Lewis Smith, amerykański aktor, reżyser i scenarzysta filmowy i telewizyjny
- 1957:
  - Göran Arnberg, szwedzki piłkarz
  - Inaki Irazabalbeitia, baskijski chemik, pisarz, polityk
  - Yoshio Katō, japoński piłkarz
  - Ungulani Ba Ka Khosa, mozambicki pisarz
  - Taylor Negron, amerykański aktor, komik, scenarzysta (zm. 2015)
  - Jarosław Sypniewski, polski reżyser i operator filmowy
  - Jan Szopiński, polski samorządowiec wicemarszałek województwa kujawsko-pomorskiego
- 1958:
  - Małgorzata Dłużewska, polska wioślarka
  - Tor Håkon Holte, norweski biegacz narciarski
  - Steve Schirripa, amerykański aktor pochodzenia włoskiego
  - Kiki Vandeweghe, amerykański koszykarz, trener
  - Adam Witkowski, polski kardiolog
- 1959:
  - Karl Borsch, niemiecki duchowny katolicki, biskup pomocniczy Akwizgranu
  - Joe Elliott, brytyjski muzyk, wokalista, członek zespołu Def Leppard
  - Ljudmila Novak, słoweńska nauczycielka, polityk
  - Yoshihide Ōtomo, japoński gitarzysta awangardowy, turntablista, kompozytor
  - Roman Radziwonowicz, polski dyrygent, wokalista pochodzenia ukraińskiego
  - Ángel Reséndiz, amerykański seryjny morderca pochodzenia meksykańskiego (zm. 2006)
  - Jan Henrik Swahn, szwedzki pisarz, tłumacz
- 1960:
  - Chuck D, amerykański raper
  - Justyna Holm, polska poetka, autorka tekstów piosenek, tłumaczka
  - Robby Langers, luksemburski piłkarz
  - Ann Kathrin Linsenhoff, niemiecka jeźdźczyni sportowa
  - Micheál Martin, irlandzki polityk
  - Costică Olaru, rumuński kajakarz, kanadyjkarz
  - Karl-Heinz Wiesemann, niemiecki duchowny katolicki, biskup Spiry
- 1961:
  - Allen Berg, kanadyjski kierowca wyścigowy
  - Danny Blind, holenderski piłkarz, trener
  - Imad Chamis, syryjski polityk, premier Syrii
  - Peter Evans, australijski pływak
  - Krzysztof Filipek, polski rolnik, związkowiec, polityk, poseł na Sejm RP
  - Javier Hernández, meksykański piłkarz
  - Andrew Nicholson, nowozelandzki jeździec sportowy
  - Fryderyk Filip Wirtemberski, niemiecki przedsiębiorca, arystokrata (zm. 2018)
- 1962:
  - Nuno Almeida, portugalski duchowny katolicki, biskup pomocniczy Bragi, biskup Bragançy-Mirandy
  - Bożidar Iskrenow, bułgarski piłkarz
  - Jacob Matlala, południowoafrykański bokser (zm. 2013)
  - Liliana Năstase, rumuńska lekkoatletka, wieloboistka
  - Rimantas Remeika, litewski nauczyciel, samorządowiec, polityk
- 1963:
  - Coolio, amerykański raper (zm. 2022)
  - John Carroll Lynch, amerykański aktor
  - Alicja Chruścińska, polska fizyk, wykładowczyni akademicka
  - Amber Rudd, brytyjska polityk
  - Kōichi Wakata, japoński astronauta
- 1964:
  - John Bechdel, amerykański muzyk, kompozytor, członek zespołów: Ministry, Fear Factory, Static-X, Ascension of the Watchers, Killing Joke, Prong i False Icons
  - Ivano Bonetti, włoski piłkarz, trener
  - Kaspar Capparoni, włoski aktor
  - Martin Reiner, czeski poeta, prozaik, edytor, wydawca, tłumacz
  - Andor Szanyi, węgierski sztangista.
  - Natalja Szykolenko, białoruska lekkoatletka, oszczepniczka (zm. 2025)
- 1965:
  - Mirosław Copija, polski hokeista
  - Sam Mendes, brytyjski reżyser filmowy
  - Piotr Wysocki, polski perkusista
- 1966:
  - Horacio de la Peña, argentyński tenisista, trener
  - Arūnas Poniškaitis, litewski duchowny katolicki, biskup pomocniczy wileński
  - Ivan Šaško, chorwacki duchowny katolicki, biskup pomocniczy zagrzebski
- 1967:
  - Raúl Diago, kubański siatkarz
  - José Padilha, brazylijski reżyser, scenarzysta i producent filmowy
  - Anders Samuelsen, duński polityk
  - Anna Święch, polska okulistka, profesor nauk medycznych
- 1968:
  - Stacey Augmon, amerykański koszykarz, trener
  - Dan Donegan, amerykański gitarzysta, członek zespołu Disturbed
  - Scott Dreier, amerykański aktor dubbingowy
  - Kleber Mendonça Filho, brazylijski reżyser, scenarzysta, producent i krytyk filmowy
  - Daniel Olteanu, rumuński menadżer, polityk (zm. 2024)
- 1969:
  - Tomasz Łapiński, polski piłkarz, pisarz
  - Naoki Yasuzaki, japoński skoczek narciarski
- 1970:
  - Luis Callejo, hiszpański aktor
  - Jennifer Gareis, amerykańska aktorka
  - Leif Erik Holm, niemiecki ekonomista, polityk
  - Haraldur Ingólfsson, islandzki piłkarz
  - David James, angielski piłkarz, bramkarz, trener
  - Paweł Kloc, polski piłkarz
  - Frank Kusche, niemiecki aktor
  - Elon Lindenstrauss, izraelski matematyk
  - Arístides Rojas, paragwajski piłkarz
- 1971:
  - Ágúst Gylfason, islandzki piłkarz
  - Polina Kutiepowa, rosyjska aktorka
  - Anne Lindboe, norweska lekarka, działaczka samorządowa, burmistrz Oslo
  - Maciej Łubieński, polski historyk, dziennikarz, autor programów telewizyjnych i kabaretowych
  - Tomasz Majer, polski aktor kabaretowy
  - Siergiej Mandrieko, tadżycki piłkarz (zm. 2022)
  - Bülent Uygun, turecki piłkarz, trener
- 1972:
  - Christer Basma, norweski piłkarz
  - Martin Damm, czeski tenisista
  - Bledar Kola, albański piłkarz, trener
  - Matumona Lundala, angolski piłkarz
  - Wadim Miłow, szwajcarski szachista pochodzenia rosyjskiego
  - Van Taylor, amerykański polityk, kongresman
  - Thomas Woods, amerykański historyk, ekonomista, pisarz
- 1973:
  - Mate Baturina, chorwacki piłkarz
  - Gregg Berhalter, amerykański piłkarz
  - Bartosz Józwiak, polski archeolog, polityk, poseł na Sejm RP
  - Magdalena Lewy Boulet, amerykańska lekkoatletka, biegaczka długodystansowa
  - Eduardo Noriega, hiszpański aktor
  - Edurne Pasaban, baskijska himalaistka
  - Irina Poleszczuk, białoruska siatkarka
- 1974:
  - Jigal Antebi, izraelski piłkarz
  - Róbert Barna, węgierski kulturysta (zm. 2013)
  - Justyna Bąk, polska lekkoatletka, biegaczka
  - Marek Galiński, polski kolarz górski (zm. 2014)
  - Robert Góralczyk, polski trener piłkarski
  - Leonardo Jardim, portugalski trener piłkarski
  - Dennis Lawrence, trynidadzko-tobagijski piłkarz, trener
  - Assane N’Diaye, senegalski piłkarz (zm. 2008)
  - Beckie Scott, kanadyjska biegaczka narciarska
  - Miłosz Stępiński, polski trener piłkarski
  - Sascha Weidner, niemiecki fotograf, artysta (zm. 2005)
  - Macchambes Younga-Mouhani, kongijski piłkarz
- 1975:
  - Tim Hartung, amerykański zapaśnik
  - Jakub Kloc-Konkołowicz, polski filozof, wykładowca akademicki (zm. 2021)
  - Malin Moström, szwedzka piłkarka
  - Jonas Ogandaga, gaboński piłkarz
  - Andrij Płachotniuk, ukraiński dyplomata
  - Ołena Riepko, ukraińska wspinaczka sportowa
  - Adam Skorupa, polski kompozytor, reżyser dźwięku
  - Bogdan Țăruș, rumuński lekkoatleta, skoczek w dal
  - Ane Dahl Torp, norweska aktorka
  - Zbigniew Wojtera, polski polityk, samorządowiec, starosta łęczycki, wójt gminy Daszyna
  - Ryoko Yonekura, japońska aktorka, modelka
- 1976:
  - Iván Duque Márquez, kolumbijski prawnik, polityk, prezydent Kolumbii
  - Don Hertzfeldt, amerykański rysownik, animator
  - Nwankwo Kanu, nigeryjski piłkarz
  - Pedro Marques, portugalski polityk, ekonomista
  - Hasan Şaş, turecki piłkarz
  - Bartosz Słomka, polski grafik, twórca komiksów (zm. 2023)
- 1977:
  - Metin Aktaş, turecki piłkarz, bramkarz
  - Piotr Masłowski, polski polityk, samorządowiec, wiceprezydent Rybnika, senator XI kadencji
  - Marcel Schlutt, niemiecki model, fotograf, dziennikarz
- 1978:
  - Franck Atsou, togijski piłkarz
  - Björn Ferry, szwedzki biathlonista
  - Dhani Harrison, brytyjski muzyk, członek duetu thenewno2
  - Chris Iwelumo, szkocki piłkarz pochodzenia nigeryjskiego
  - Moise Kandé, mauretański piłkarz
- 1979:
  - Junior Agogo, ghański piłkarz (zm. 2019)
  - Jason Momoa, amerykański aktor, reżyser, scenarzysta i producent filmowy
  - Ljudmila Nikojan, ormiańska tenisistka
  - Marta Obminska, szwedzka prawnik, polityk pochodzenia polskiego
  - Laurence Rochat, szwajcarska biegaczka narciarska
  - Yüksel Sariyar, austriacki piłkarz pochodzenia tureckiego
  - Igor Spasowchodski, rosyjski lekkoatleta, trójskoczek
  - Alaksandr Sulima, białoruski piłkarz, bramkarz
  - Honeysuckle Weeks, brytyjska aktorka
- 1980:
  - Sylvain Armand, francuski piłkarz
  - Romain Barras, francuski lekkoatleta, wieloboista
  - Krisztina Fazekas-Zur, węgierska kajakarka
  - Matthías Guðmundsson, islandzki piłkarz
  - Asjha Jones, amerykańska koszykarka
  - Mancini, brazylijski piłkarz
  - Esteban Paredes, chilijski piłkarz
  - Elena Petreska, macedońska piosenkarka
  - Grant Schubert, australijski hokeista na trawie
  - Jeroen Trommel, holenderski siatkarz
- 1981:
  - Dragan Blatnjak, bośniacki piłkarz
  - Stephen Hunt, irlandzki piłkarz
  - Hans Lindberg, duński piłkarz ręczny
  - Wojciech Witczak, polski muzyk, kompozytor, producent muzyczny
- 1982:
  - Li Shujin, chiński zapaśnik
  - Oluchi Onweagba, nigeryjska modelka
  - Orelsan, francuski raper
- 1983:
  - Julien Faubert, francuski piłkarz
  - Kilian Fischhuber, austriacki alpinista, wspinacz sportowy
  - Daniel Haas, niemiecki piłkarz, bramkarz
  - Yasemin Horasan, turecka koszykarka
  - Jiří Janák, czeski kierowca wyścigowy
  - Joo Min-jin, południowokoreańska łyżwiarka szybka, specjalistka short tracku
  - Katarzyna Kuźniak, polska szablistka
  - Natalia Siwiec, polska modelka, celebrytka
  - Michał Szczepaniak, polski żużlowiec
- 1984:
  - Mladen Božović, czarnogórski piłkarz, bramkarz
  - Krystle Esdelle, trynidadzko-tobagijska siatkarka
  - Francesco Gavazzi, włoski kolarz szosowy
  - Jewgienij Łapienkow, rosyjski hokeista
  - Daniele Molmenti, włoski kajakarz górski
  - Linn-Kristin Riegelhuth Koren, norweska piłkarka ręczna
  - Bastian Schweinsteiger, niemiecki piłkarz
  - Anna Siedojkina, rosyjska piłkarka ręczna
  - Ana Vrljić, chorwacka tenisistka
- 1985:
  - Paweł Dębski, polski reżyser, animator i montażysta filmów animowanych (zm. 2018)
  - Stuart Holden, amerykański piłkarz pochodzenia szkockiego
  - Nawal Mansouri, algierska siatkarka
  - Karina Ocasio, portorykańska siatkarka
  - Kris Stadsgaard, duński piłkarz
  - Dušan Švento, słowacki piłkarz
  - Michael Wiringi, nowozelandzki i rumuński rugbysta
  - Yoshiko Yano, japońska siatkarka
- 1986:
  - Josh Harder, amerykański polityk, kongresman
  - Elijah Kelley, amerykański aktor, piosenkarz, tancerz
  - Anton Strålman, szwedzki hokeista
  - Jelena Wiesnina, rosyjska tenisistka
  - Jekatierina Wietkowa, rosyjska piłkarka ręczna
- 1987:
  - Leonel Duarte, kubański piłkarz
  - Jakov Fak, słoweński biathlonista
  - Sébastien Pocognoli, belgijski piłkarz pochodzenia włoskiego
  - Marta Walczykiewicz, polska kajakarka
  - Lee Wallace, szkocki piłkarz
- 1988:
  - Max Carver, amerykański aktor
  - Fayçal Fajr, marokański piłkarz
  - Patryk Małecki, polski piłkarz
  - Nikolaj Markussen, duński piłkarz ręczny
  - Nemanja Matić, serbski piłkarz
  - Clélia Reuse, szwajcarska lekkoatletka, sprinterka i skoczkini w dal
  - Olia Tira, mołdawska piosenkarka
  - Paweł Widanow, bułgarski piłkarz
- 1989:
  - Salman Al-Faraj, saudyjski piłkarz
  - Madison Bumgarner, amerykański baseballista
  - Dmitrij Kagarlicki, rosyjski hokeista
  - Aleh Michałowicz, białoruski zapaśnik
  - Andrés Ríos, argentyński piłkarz
  - Dawit Safarian, ormiański zapaśnik
  - Corinna Scholz, niemiecka curlerka
  - Allison Smalley, amerykańska koszykarka
  - Matt Williams, kanadyjsko-polski hokeista
  - Jakub Załucki, polski koszykarz
- 1990:
  - Ola Ciupa, polska modelka, prezenterka telewizyjna
  - Aledmys Díaz, kubański baseballista
  - Liu Chang, chińska tenisistka
  - Jack O’Connell, brytyjski aktor
  - Kostas Papanikolau, grecki koszykarz
  - Lebogang Shange, południowoafrykański lekkoatleta, chodziarz
- 1991:
  - Grace Loh, australijska pływaczka
  - Piotr Malarczyk, polski piłkarz
  - Jennifer Nogueras, portorykańska siatkarka
  - Ariel Turner, amerykańska siatkarka
- 1992:
  - Christian Cruz, ekwadorski piłkarz
  - Majed Hassan, emiracki piłkarz
  - Nicolae Milinceanu, mołdawski piłkarz
  - Olga Mullina, rosyjska lekkoatletka, tyczkarka
  - Austin Rivers, amerykański koszykarz
  - Jordan Sibert, amerykański koszykarz
- 1993:
  - Álex Abrines, hiszpański koszykarz
  - Abigail Asoro, szwedzka koszykarka
  - Henrique Batagim, brazylijski siatkarz
  - Mariano Díaz, dominikański piłkarz
  - Salih Dżuma, egipski piłkarz
  - Lars Forster, szwajcarski kolarz górski i przełajowy
  - Muhammet Kotanoğlu, turecki zapaśnik
  - Demi Schuurs, holenderska tenisistka
  - Anže Semenič, słoweński skoczek narciarski
  - Leon Thomas III, amerykański aktor, piosenkarz, muzyk, tancerz
- 1994:
  - Öldzijsajchany Batdzul, mongolski zapaśnik
  - Domenico Berardi, włoski piłkarz
  - Besir Demiri, macedoński piłkarz pochodzenia albańskiego
  - Sarah Hendrickson, amerykańska skoczkini narciarska
  - Sayaka Hirota, japońska badmintonistka
  - Nick Madray, kanadyjski koszykarz
  - Gonçalo Paciência, portugalski piłkarz
  - Jesse Puts, holenderski pływak
  - Saszan, polska piosenkarka, autorka tekstów
  - Ulrich Wohlgenannt, austriacki skoczek narciarski
- 1995:
  - Leah Neale, australijska pływaczka
  - Grigorij Tarasiewicz, rosyjski pływak
- 1996:
  - Katie Boulter, brytyjska tenisistka
  - Khaalia Hillsman, amerykańska koszykarka
- 1997:
  - María Araújo, hiszpańska koszykarka
  - Bilana Dudowa, bułgarska zapaśniczka
  - Sergio Higuita, kolumbijski kolarz szosowy
  - Yomif Kejelcha, etiopski lekkoatleta, długodystansowiec
  - Marie Schölzel, niemiecka siatkarka
- 1998:
  - Dana Evans, amerykańska koszykarka
  - Nahid Kiani, irańska taekwondzistka
  - Eric Loeppky, kanadyjski siatkarz
  - Ma Zhenxia, chińska lekkoatletka, chodziarka
- 1999:
  - Christoph Baumgartner, austriacki piłkarz
  - Kamiel Bonneu, belgijski kolarz szosowy
  - Nicolò Martinenghi, włoski pływak
- 2000:
  - Jana Burłakowa, rosyjska kolarka torowa
  - Malin Gut, szwajcarska piłkarka
  - Kim Chae-won, południowokoreańska piosenkarka
  - Lil Loaded, amerykański raper, piosenkarz, autor tekstów (zm. 2021)
  - Dean Mothé, seszelski piłkarz
  - Remina Yoshimoto, japońska zapaśniczka
- 2001:
  - Scottie Barnes, amerykański koszykarz
  - Daniel Hernández, meksykański piłkarz
  - Kim Hee-won, południowokoreańska hokeistka
  - Anatolij Trubin, ukraiński piłkarz, bramkarz
- 2002:
  - Ilja Fiodorow, rosyjski siatkarz
  - Anne-Marie Padurariu, kanadyjska gimnastyczka pochodzenia rumuńskiego
  - Nick Page, amerykański narciarz dowolny
- 2003 – Sascha Gueymard Wayenburg, francuski tenisista
- 2004:
  - Emmanuel Wanyonyi, kenijski lekkoatleta, średniodystansowiec
  - Dariq Whitehead, amerykański koszykarz
- 2005 – Julia Tannheimer, niemiecka biathlonistka
- 2008 – Jan Przyrowski, polski kierowca wyścigowy

## Zmarli
- 30 p.n.e. – Marek Antoniusz, wódz i polityk rzymski (ur. 83 p.n.e.)
- 371 – Euzebiusz z Vercelli, włoski biskup, święty (ur. ok. 283)
- 527 – Justyn I, cesarz bizantyński (ur. ok. 450)
- 946 – Ali ibn Isa ibn al-Dżarrah, perski urzędnik kalifatu Abbasydów, wezyr (ur. 859)
- 984 – Etelwold I, biskup Winchesteru (ur. ?)
- 1098 – Ademar z Monteil, francuski duchowny katolicki, biskup, krzyżowiec (ur. ?)
- 1137 – Ludwik VI Gruby, król Francji (ur. 1081)
- 1146 – Wsiewołod II Olegowicz, książę czernichowski, wielki książę kijowski (ur. ?)
- 1215 – Eisai Myōan, japoński mnich buddyjski (ur. 1141)
- 1252 – Jan di Piano Carpini, włoski franciszkanin, podróżnik (ur. ok. 1180)
- 1264 – Jan I, książę Meklemburgii (ur. przed 1211)
- 1295 – Pietro Peregrossi, włoski kardynał (ur. 1220–25)
- 1348 – Blanka de Valois, królowa czeska i niemiecka (ur. 1316)
- 1402 – Edmund Langley, książę angielski (ur. 1341)
- 1409 – Jadwiga, księżniczka legnicka, księżna głogowsko-żagańska (ur. 1351–57)
- 1446 – Jan Panwitz, niemiecki duchowny katolicki, biskup pomocniczy wrocławski (ur. ?)
- 1457 – Lorenzo Valla, włoski filozof, historyk (ur. 1405–07)
- 1464 – Kosma Medyceusz Starszy, władca Florencji (ur. 1389)
- 1500 – Gioacchino Torriani, włoski dominikanin, generał zakonu, inkwizytor (ur. 1417)
- 1503 – Juan de Borja, hiszpański kardynał (ur. 1446)
- 1543 – Magnus I, książę saski na Lauenburgu (ur. 1470)
- 1545 – Juan Pardo de Tavera, hiszpański duchowny katolicki, arcybiskup Toledo, wielki inkwizytor Hiszpanii, kardynał (ur. 1472)
- 1546 – Piotr Faber, francuski zakonnik, teolog, współzałożyciel Towarzystwa Jezusowego, święty (ur. 1506)
- 1556 – Girolamo da Carpi, włoski malarz, architekt (ur. 1501)
- 1557 – Olaus Magnus, szwedzki duchowny katolicki, kartograf, pisarz (ur. 1490)
- 1580:
  - Everard Mercurian, belgijski jezuita, generał zakonu (ur. 1514)
  - Jan Sienieński, polski polityk, kasztelen halicki (ur. ok. 1532)
- 1589 – Jacques Clément, francuski dominikanin, zabójca króla Henryka III Walezego (ur. 1567)
- 1603 – Konstanty Korniakt, grecki kupiec (ur. ok. 1520)
- 1629 – Ottavio Bandini, włoski duchowny katolicki, arcybiskup Fermo, kardynał (ur. 1558)
- 1633 – João Rodrigues, portugalski jezuita, misjonarz, uczony (ur. 1561)
- 1635 – Georg Weissel, niemiecki duchowny luterański, poeta (ur. 1590)
- 1638 – Joachim Wtewael, niderlandzki malarz (ur. 1566)
- 1639 – Aleksander Przypkowski, polski szlachcic, kalwinista, dyplomata (ur. 1595)
- 1649 – Paweł Piasecki, polski duchowny katolicki, biskup kamieniecki, chełmski i przemyski, sekretarz królewski (ur. 1579)
- 1651 – Maria Anna Teresa Wazówna, królewna polska (ur. 1650)
- 1677 – Jerzy Chrystian, landgraf Hesji-Homburg (ur. 1626)
- 1689 – Tomasz Ujejski, polski duchowny katolicki, biskup pomocniczy warmiński, biskup kijowski, sekretarz królewski (ur. 1613)
- 1692 – (data pogrzebu) David Loggan, angielski grawer, malarz, rysownik (ur. 1635)
- 1701 – Jan Chryzostom Pasek, polski pamiętnikarz (ur. ok. 1636)
- 1714 – Anna Stuart, królowa Wielkiej Brytanii i Irlandii (ur. 1665)
- 1750 – Józef Czartoryski, książę na Klewaniu i Żukowie, chorąży wielki litewski, starosta puński (ur. ?)
- 1787 – Alfons Maria Liguori, włoski duchowny katolicki, biskup, założyciel zakonu redemptorystów, doktor Kościoła, poeta, święty (ur. 1696)
- 1812 – Jakow Kulniew, rosyjski generał (ur. 1763)
- 1825 – Antonio Lamberto Rusconi, włoski duchowny katolicki, biskup Imoli, kardynał (ur. 1743)
- 1836 – Kalikst Borzewski, polski wojskowy, uczestnik powstania listopadowego (ur. 1805)
- 1838:
  - Dominik Nguyễn Văn Hạnh, wietnamski dominikanin, męczennik, święty (ur. 1772)
  - Bernard Võ Văn Duệ, wietnamski duchowny katolicki, męczennik, święty (ur. 1755)
- 1840 – Karl Otfried Müller, niemiecki filolog klasyczny, archeolog (ur. 1797)
- 1851 – Antonio Maria Cadolini, włoski duchowny katolicki, biskup Ceseny, biskup Ankony-Numany, kardynał (ur. 1771)
- 1852 – Alojzy Rafał Estreicher, polski botanik, entomolog (ur. 1786)
- 1861 – Ignacy Chodźko, polski pisarz (ur. 1794)
- 1866 – Luigi Carlo Farini, włoski lekarz, historyk, polityk, premier Włoch (ur. 1812)
- 1868 – Piotr Julian Eymard, francuski marysta, założyciel Kongregacji Eucharystianów, święty (ur. 1811)
- 1869 – Alexine Tinne, holenderska podróżniczka (ur. 1835)
- 1879 – Václav Babinský, czeski przestępca (ur. 1796)
- 1884 – Heinrich Laube, niemiecki prozaik, dramaturg, publicysta, dyrektor teatrów (ur. 1806)
- 1886 – Edgar von Harold, niemiecki entomolog (ur. 1830)
- 1893 – Leoncjusz (Lebiedinski), rosyjski biskup prawosławny (ur. 1822)
- 1895 – Heinrich von Sybel, niemiecki historyk, wykładowca akademicki, polityk (ur. 1817)
- 1896 – William Grove, brytyjski chemik, wynalazca (ur. 1811)
- 1903:
  - Calamity Jane, amerykańska bohaterka Dzikiego Zachodu (ur. 1852)
  - Immanuel Munk, niemiecki fizjolog, wykładowca akademicki (ur. 1852)
- 1906 – Józef Kirszrot-Prawnicki, polski prawnik, ekonomista, działacz społeczny pochodzenia żydowskiego (ur. 1842)
- 1911:
  - Edwin Austin Abbey, amerykański malarz, grafik, ilustrator (ur. 1852)
  - Konrad Duden, niemiecki filolog, językoznawca, pedagog (ur. 1829)
- 1912 – Oswald Collmann, niemiecki filolog, historyk, pedagog, bibliotekarz (ur. 1845)
- 1913:
  - Marian Mariański, polski aktor (ur. 1888)
  - Łesia Ukrainka, ukraińska poetka, pisarka, krytyk literacki (ur. 1871)
- 1914 – Juliusz Koźma, polski ziemianin, działacz społeczny (ur. 1841)
- 1915 – Roman Bereski, polski chorąży Legionów Polskich (ur. 1896)
- 1916 – Konrad Rakowski, polski dziennikarz, krytyk teatralny i literacki, publicysta (ur. 1875)
- 1917 – Enric Prat de la Riba, hiszpański pisarz, prawnik, polityk (ur. 1870)
- 1918 – Jan Raczyński, polski pediatra, wykładowca akademicki (ur. 1865)
- 1919 – Aleksandr Kazakow, rosyjski pilot wojskowy, as myśliwski (ur. 1889)
- 1920:
  - Frank Hanly, amerykański polityk (ur. 1863)
  - Mieczysław Szymanowicz, polski podporucznik (ur. 1893)
  - Bal Gangadhar Tilak, indyjski pisarz, polityk (ur. 1856)
  - Edward Wawrzycki, polski porucznik (ur. 1896)
- 1921 – William Ernest Shields, kanadyjski pilot wojskowy, as myśliwski (ur. 1892)
- 1922 – Jan Nikodem Jaroń, polski poeta, dramatopisarz, powstaniec śląski (ur. 1881)
- 1926:
  - Jan Kasprowicz, polski poeta, dramaturg, krytyk literacki, tłumacz (ur. 1860)
  - Stanisław Laudański, polski podpułkownik kawalerii (ur. 1879)
- 1928 – Władysław Szajnocha, polski geolog, paleontolog, wykładowca akademicki (ur. 1857)
- 1929 – Józef Raszka, polski malarz, fotografik, zielarz (ur. 1875)
- 1930:
  - Pelagia Gdeczyk, polska fotografka (ur. 1852)
  - Kazimierz Kupczyk, polski student, taternik (ur. 1909)
- 1931:
  - Erwin Hintze, niemiecki historyk sztuki, muzealnik (ur. 1876)
  - Mykoła Junakiw, ukraiński generał pułkownik (ur. 1871)
- 1932:
  - Sulejman Delvina, albański działacz narodowy, dyplomata, polityk, premier Albanii (ur. 1871)
  - Nándor Katona, węgierski malarz pochodzenia żydowskiego (ur. 1864)
- 1934:
  - Piotr Maszyński, polski kompozytor, dyrygent, pedagog, tłumacz (ur. 1855)
  - Karl Wahlberg, szwedzki curler (ur. 1874)
- 1937 – Ndre Mjeda, albański jezuita, poeta (ur. 1866)
- 1938 – Ofiary wielkiego terroru:
  - Jakow Agranow, radziecki funkcjonariusz służb specjalnych (ur. 1893)
  - Eduard Berzin, radziecki funkcjonariusz służb specjalnych (ur. 1894)
  - Andriej Bubnow, radziecki polityk (ur. 1884)
  - Konstantin Jurieniow, radziecki wojskowy, dyplomata (ur. 1888)
  - Nikołaj Kujbyszew, radziecki komkor (ur. 1893)
  - Michaił Michajłow, radziecki polityk (ur. 1902)
  - Nażmutdin Samurski, dagestański rewolucjonista, polityk (ur. 1891)
  - Aleksiej Stiecki, radziecki dziennikarz, polityk (ur. 1896)
  - Siemion Uricki, radziecki komkor, szef Razwiedupru pochodzenia żydowskiego (ur. 1895)
  - Michaił Wiktorow, radziecki flagman floty I rangi (ur. 1895)
- 1938 – Edmund Tarbell, amerykański malarz (ur. 1862)
- 1939:
  - Alfred Hugon Figaszewski, polski pastor luterański, kapelan wojskowy (ur. 1899)
  - Esme Howard, amerykański dyplomata (ur. 1863)
- 1940:
  - Paul Hirsch, niemiecki polityk (ur. 1868)
  - Hugo Lederer, niemiecki rzeźbiarz (ur. 1871)
- 1941 – James Drake, australijski prawnik, polityk pochodzenia brytyjskiego (ur. 1850)
- 1942:
  - Józef Hammer-Baczewski, polski kolaborant III Rzeszy (ur. ?)
  - Gerhard Hirschfelder, niemiecki duchowny katolicki, przeciwnik i ofiara nazizmu, błogosławiony (ur. 1907)
  - Aleksy Sobaszek, polski duchowny katolicki, błogosławiony (ur. 1895)
- 1943 – Rozstrzelane przez Niemców męczennice z Nowogródka:
  - Paulina Borowik, polska nazaretanka, błogosławiona (ur. 1905)
  - Józefa Chrobot, polska nazaretanka, błogosławiona (ur. 1865)
  - Helena Cierpka, polska nazaretanka, błogosławiona (ur. 1900)
  - Eleonora Aniela Jóźwik, polska nazaretanka, błogosławiona (ur. 1895)
  - Anna Kokołowicz, polska nazaretanka, błogosławiona (ur. 1892)
  - Eugenia Mackiewicz, polska nazaretanka, błogosławiona (ur. 1903)
  - Adela Mardosewicz, polska nazaretanka, błogosławiona (ur. 1888)
  - Leokadia Matuszewska, polska nazaretanka, błogosławiona (ur. 1906)
  - Weronika Narmontowicz, polska nazaretanka, błogosławiona (ur. 1916)
  - Julia Rapiej, polska nazaretanka, błogosławiona (ur. 1900)
  - Jadwiga Karolina Żak, polska nazaretanka, błogosławiona (ur. 1892)
- 1943:
  - Ismar Elbogen, niemiecki rabin, historyk (ur. 1874)
  - Lidija Litwiak, radziecka pilotka wojskowa, as myśliwski (ur. 1921)
  - John Power, australijski lekarz, malarz (ur. 1881)
- 1944 – Polegli w powstaniu warszawskim:
  - Zofia Bagińska, polska urszulanka, żołnierz AK (ur. 1915)
  - Wanda Chodkowska, polska urszulanka, żołnierz AK (ur. 1905)
  - Maria Deymer, polska urszulanka, żołnierz AK (ur. 1916)
  - Józef Florkowski, polski podharcmistrz, żołnierz AK (ur. 1922)
  - Jadwiga Frankowska, polska urszulanka, żołnierz AK (ur. 1921)
  - Romuald Jakubowski, polski żołnierz AK (ur. ok. 1918)
  - Włodzimierz Kaczanowski, polski żołnierz Socjalistycznej Organizacji Bojowej (ur. 1912)
  - Stanisław Riess de Riesenhorst, polski pułkownik, żołnierz AK (ur. 1887)
  - Czesław Rozenthal, polski żołnierz AK (ur. 1927)
  - Jan Soszyński, polski żołnierz AK (ur. 1924)
  - Bohdan Świderski, polski żołnierz AK (ur. ok. 1917)
  - Jacek Świtalski, polski żołnierz AK (ur. 1928)
  - Anna Wajcowicz, polska żołnierz AK (ur. 1924)
- 1944:
  - Mikołaj Lewicki, polski śpiewak i reżyser operowy (ur. 1870)
  - Manuel Luis Quezon, filipiński polityk, prezydent Filipin (ur. 1878)
- 1946 – Straceni członkowie kolaboracyjnej Rosyjskiej Armii Wyzwoleńczej:
  - Iwan Błagowieszczenski, radziecki generał major (ur. 1893)
  - Siergiej Buniaczenko, radziecki pułkownik (ur. 1902)
  - Władimir Korbukow, radziecki podpułkownik (ur. 1900)
  - Wiktor Malcew, radziecki pułkownik (ur. 1895)
  - Michaił Mieandrow, radziecki pułkownik (ur. 1894)
  - Markis Salichow, radziecki generał major (ur. 1896)
  - Nikołaj Szatow, radziecki podpułkownik (ur. 1901)
  - Fiodor Truchin, radziecki generał major (ur. 1896)
  - Andriej Własow, radziecki generał, założyciel kolaboracyjnej Rosyjskiej Armii Wyzwoleńczej (ur. 1901)
  - Dmitrij Zakutny, radziecki generał major (ur. 1897)
  - Grigorij Zwieriew, radziecki pułkownik (ur. 1900)
- 1948 – Adam Wodziczko, polski biolog, botanik, wykładowca akademicki (ur. 1887)
- 1949 – Józef Figna, polski oficer piechoty, działacz sportowy, publicysta, bibliofil, pedagog (ur. 1886)
- 1950:
  - Albert Brnčal, słowacki taternik, nauczyciel (ur. 1919)
  - Józef Czyż, polski żołnierz podziemia antykomunistycznego (ur. 1933)
- 1951:
  - Karel Heijting, holenderski piłkarz (ur. 1883)
  - John Paine, amerykański strzelec sportowy (ur. 1870)
- 1953 – Afanasijus Kazanas, litewski kapitan, zesłaniec (ur. 1898)
- 1954:
  - Charles-Albert Cingria, szwajcarski pisarz, publicysta (ur. 1883)
  - Jesekiel Dawid Kirszenbaum, polski malarz, karykaturzysta pochodzenia żydowskiego (ur. 1900)
- 1955:
  - William Hamilton, amerykański lekkoatleta, sprinter (ur. 1883)
  - Helena Stattler, polska matematyk, pedagog, autorka podręczników szkolnych (ur. 1875)
  - Stanislav Vinaver, serbski poeta, tłumacz (ur. 1891)
- 1956 – Pavel Janák, czeski architekt (ur. 1882)
- 1957 – Roman Domka, polski porucznik pilot (ur. 1933)
- 1958 – Artur Seelieb, niemiecki literaturoznawca, publicysta, tłumacz, wykładowca akademicki (ur. 1878)
- 1959:
  - Jean Behra, francuski kierowca wyścigowy (ur. 1921)
  - Ivor Bueb, brytyjski kierowca wyścigowy (ur. 1923)
  - Jan Malarski, polski artysta fotograf (ur. 1883)
  - Władysław Woydyno, polski malarz (ur. 1873)
- 1960 – Petro Fiłonenko, ukraiński wojskowy, antybolszewicki dowódca partyzancki, działacz emigracyjny (ur. 1896)
- 1961:
  - Unė Babickaitė, litewska aktorka, reżyserka teatralna (ur. 1897)
  - Roman Baczyński, polski działacz socjalistyczny i robotniczy, radny Sanoka (ur. 1885)
- 1962:
  - Henry Gordon Bennett, australijski generał (ur. 1887)
  - Leon Kruczkowski, polski pisarz, publicysta (ur. 1900)
- 1963:
  - Sigurd Holter, norweski żeglarz sportowy (ur. 1886)
  - Theodore Roethke, amerykański poeta pochodzenia niemieckiego (ur. 1908)
- 1964 – Pierre Georget, francuski kolarz torowy (ur. 1917)
- 1965 – Joe Lynch, amerykański bokser (ur. 1898)
- 1966:
  - Anna Gruszecka, polska psychiatra (ur. 1886)
  - Charles Whitman, amerykański masowy morderca (ur. 1941)
- 1967 – Richard Kuhn, austriacki chemik, laureat Nagrody Nobla (ur. 1900)
- 1969:
  - Borys Gmyria, ukraiński śpiewak operowy (bas) (ur. 1903)
  - Gerhard Mitter, niemiecki kierowca wyścigowy (ur. 1935)
  - Joseph Schacht, niemiecki orientalista, znawca prawa islamskiego (ur. 1902)
- 1970:
  - Frances Farmer, amerykańska aktorka (ur. 1913)
  - Giuseppe Pizzardo, włoski kardynał (ur. 1877)
  - Otto Heinrich Warburg, niemiecki biochemik, laureat Nagrody Nobla (ur. 1883)
- 1971:
  - Jerzy Michalewski, polski podpułkownik rezerwy piechoty (ur. 1894)
  - August Oberhauser, szwajcarski piłkarz (ur. 1895)
- 1972 – Pietro Ghersi, włoski kierowca i motocyklista wyścigowy (ur. 1899)
- 1973:
  - Jan Gałecki, polski aktor, działacz kulturalny (ur. 1927)
  - Gian Francesco Malipiero, włoski kompozytor (ur. 1882)
  - Walter Ulbricht, wschodnioniemiecki polityk komunistyczny, pierwszy sekretarz SED, przewodniczący Rady Państwa NRD (ur. 1893)
- 1974 – Ildebrando Antoniutti, włoski kardynał, nuncjusz apostolski (ur. 1898)
- 1975:
  - Benoît Frachon, francuski komunista, związkowiec, działacz ruchu oporu (ur. 1893)
  - Reiji Okazaki, japoński biolog molekularny (ur. 1930)
  - Arlen Siu, nikaraguańska partyzantka, poetka (ur. 1955)
- 1976:
  - Richard Archbold, amerykański zoolog (zm. 1907)
  - Zbigniew Bocheński, polski historyk, muzealnik, wykładowca akademicki (ur. 1901)
- 1977:
  - Tadeusz Kunicki, polski polityk, minister przemysłu lekkiego (ur. 1927)
  - Gary Powers, amerykański pilot wojskowy (ur. 1929)
- 1978 – Rudolf Kolisch, austriacki skrzypek, dyrygent, pedagog (ur. 1896)
- 1980 – Patrick Depailler, francuski kierowca wyścigowy (ur. 1944)
- 1981:
  - Julius Arigi, austriacki pilot wojskowy, as myśliwski (ur. 1895)
  - Jan Batory, polski reżyser i scenarzysta filmowy (ur. 1921)
  - Paddy Chayefsky, amerykański pisarz, scenarzysta filmowy pochodzenia ukraińsko-żydowskiego (ur. 1923)
- 1986:
  - Carlo Confalonieri, włoski kardynał (ur. 1893)
  - Wiesław Wernic, polski pisarz, publicysta (ur. 1906)
- 1987:
  - Pola Negri, polska aktorka (ur. 1897)
  - Alois Pfeiffer, niemiecki związkowiec, polityk (ur. 1924)
- 1988:
  - Zbigniew Oksza, polski aktor (ur. 1902)
  - Georges Wambst, francuski kolarz torowy i szosowy (ur. 1902)
- 1989 – John Ogdon, brytyjski kompozytor, pianista (ur. 1937)
- 1990:
  - Norbert Elias, niemiecki socjolog, filozof pochodzenia żydowskiego (ur. 1897)
  - Adam Wolnikowski, polski historyk, bibliofil (ur. 1915)
- 1992 – Margarita Aligier, rosyjska poetka (ur. 1915)
- 1993:
  - Alfred Manessier, francuski malarz (ur. 1911)
  - Elmira Qafarova, azerska i radziecka polityk (ur. 1934)
- 1994:
  - Walerij Jardy, rosyjski kolarz szosowy (ur. 1948)
  - Andrzej Pruski, polski realizator dźwięku, reżyser radiowy (ur. 1929)
- 1995 – Julián Berrendero, hiszpański kolarz szosowy (ur. 1912)
- 1996:
  - Mohamed Farrah Aidid, somalijski watażka, samozwańczy prezydent Somalii (ur. 1934)
  - Frida Boccara, francuska piosenkarka (ur. 1940)
  - Stig Hedberg, szwedzki żeglarz sportowy (ur. 1915)
  - Tadeusz Reichstein, szwajcarski biochemik pochodzenia polsko-żydowskiego, laureat Nagrody Nobla (ur. 1897)
- 1997:
  - Halina Jasnorzewska, polska aktorka (ur. 1914)
  - Swiatosław Richter, rosyjski pianista (ur. 1915)
- 2000:
  - Steve McCrory, amerykański bokser (ur. 1964)
  - Benedetto Pola, włoski kolarz torowy (ur. 1915)
- 2001:
  - Jay Chamberlain, amerykański kierowca wyścigowy (ur. 1925)
  - Dwight Eddleman, amerykański koszykarz (ur. 1922)
- 2002:
  - Theodore Bruce, australijski lekkoatleta, skoczek w dal i wzwyż (ur. 1923)
  - Brian McArdle, brytyjski pediatra (ur. 1911)
- 2003:
  - Guy Thys, belgijski piłkarz, trener (ur. 1922)
  - Marie Trintignant, francuska aktorka (ur. 1962)
- 2004:
  - Philip Abelson, amerykański fizyk (ur. 1913)
  - Zofia Grzesiak, polska pisarka pochodzenia żydowskiego (ur. 1914)
  - John Higgins, amerykański pływak, trener, działacz sportowy (ur. 1916)
  - Madeleine Robinson, francuska aktorka (ur. 1916)
- 2005:
  - Léopold Gernaey, belgijski piłkarz, bramkarz (ur. 1927)
  - Jeannou Lacaze, francuski generał, polityk (ur. 1924)
  - Fahd ibn Abd al-Aziz Al Su’ud, król Arabii Saudyjskiej (ur. 1923)
- 2006:
  - Stanisław Jopek, polski śpiewak operowy (tenor) (ur. 1935)
  - Ferenc Szusza, węgierski piłkarz, trener (ur. 1923)
- 2007:
  - Ryan Cox, południowoafrykański kolarz szosowy (ur. 1979)
  - Veikko Karvonen, fiński lekkoatleta, maratończyk (ur. 1926)
  - Roman Ropek, polski generał brygady (ur. 1923)
- 2008:
  - Carlos Aponte, kolumbijski piłkarz (ur. 1939)
  - Harkishan Singh Surjeet, indyjski polityk, sekretarz generalny Komunistycznej Partii Indii (ur. 1916)
- 2009:
  - Jerome Anderson, amerykański koszykarz (ur. 1953)
  - Corazon Aquino, filipińska polityk, prezydent Filipin (ur. 1933)
  - Edward D. Ives, kanadyjski folklorysta (ur. 1925)
- 2010:
  - Robert F. Boyle, amerykański scenograf (ur. 1909)
  - Józef Turbasa, polski krawiec, artysta, żołnierz AK (ur. 1921)
- 2011:
  - Stan Barstow, brytyjski pisarz, scenarzysta filmowy, telewizyjny i radiowy (ur. 1928)
  - Żanna Prochorienko, rosyjska aktorka (ur. 1940)
- 2012:
  - Rimantas Karazija, litewski lekarz weterynarii, polityk, dyplomata (ur. 1936)
  - Aldo Maldera, włoski piłkarz (ur. 1953)
  - Jerzy Szukała, polski polityk, poseł na Sejm PRL (ur. 1930)
- 2013:
  - Gail Kobe, amerykańska aktorka (ur. 1932)
  - Maurice Mosa, madagaskarski piłkarz, trener (ur. 1948)
  - Tomasz Nowak, polski bokser (ur. 1960)
  - Anna Szulc-Halba, polska pianistka, pedagog (ur. 1942)
- 2014:
  - Walancin Bialkiewicz, białoruski piłkarz (ur. 1973)
  - Halina Miroszowa, polska dziennikarka (ur. 1920)
- 2015 – Stephan Beckenbauer, niemiecki piłkarz, trener (ur. 1968)
- 2016:
  - Leszek Arent, polski koszykarz, trener (ur. 1937)
  - Anna Burbon-Parmeńska, królowa Rumunii (ur. 1923)
  - Dai Dower, brytyjski bokser (ur. 1933)
- 2018:
  - Mary Carlisle, amerykańska aktorka, piosenkarka, tancerka (ur. 1914)
  - Rick Genest, kanadyjski aktor, model (ur. 1985)
  - Jan Kirsznik, polski saksofonista rock and rollowy, członek zespołu Rhythm and Blues (ur. 1934)
  - Józef Petruk, polski generał brygady (ur. 1923)
  - Jerzy Skrzypczak, polski architekt (ur. 1929)
  - Jan Zieliński, polski scenograf teatralny, plakacista, ilustrator (ur. 1946)
- 2019:
  - Hanna Dunowska, polska aktorka (ur. 1958)
  - Sadou Hayatou, kameruński polityk, minister, premier Kamerunu (ur. 1942)
  - Annemarie Huber-Hotz, szwajcarska polityk, kanclerz federalna (ur. 1948)
  - Alicja Puszka, polska historyk (ur. 1960)
  - Harley Race, amerykański zapaśnik, wrestler (ur. 1943)
  - Jesus Balaso Tuquib, filipiński duchowny katolicki, arcybiskup Cagayan de Oro (ur. 1930)
- 2020:
  - Wilford Brimley, amerykański aktor (ur. 1934)
  - Feri Horvat, słoweński ekonomista, polityk, eurodeputowany (ur. 1941)
  - Witold Kriejer, rosyjski lekkoatleta, trójskoczek (ur. 1932)
  - Józef Wiłkomirski, polski dyrygent, wiolonczelista, kompozytor, uczestnik powstania warszawskiego (ur. 1926)
- 2021:
  - Guy Herbulot, francuski duchowny katolicki, biskup Évry-Corbeil-Essonnes (ur. 1925)
  - Kazimierz Kowalski, polski śpiewak operowy (bas) (ur. 1951)
  - Sławomir Nowak, polski lekkoatleta, wieloboista, tyczkarz, trener (ur. 1941)
- 2022:
  - Lennart Back, szwedzki lekkoatleta, chodziarz (ur. 1933)
  - Carlos Blixen, urugwajski koszykarz (ur. 1936)
  - Teresa Ferenc, polska poetka (ur. 1934)
  - Hugo Fernández, urugwajski piłkarz, trener (ur. 1945)
  - Michaił Gołowatow, rosyjski adwokat, oficer, działacz sportowy, dowódca powołanej przez KGB antyterrorystycznej Grupy A (ur. 1949)
  - Jerzy Kołodziejczak, polski fizyk (ur. 1935)
  - Ilinka Mitrewa, północnomacedońska filolog, polityk, minister spraw zagranicznych (ur. 1950)
  - Andrejs Rubins, łotewski piłkarz (ur. 1978)
  - Eugeniusz Sąsiadek, polski śpiewak operowy (tenor) (ur. 1929)
- 2023:
  - Henri Konan Bédié, iworyjski ekonomista, prawnik, polityk, prezydent Wybrzeża Kości Słoniowej (ur. 1934)
  - Bogdan Grzeloński, polski historyk, dyplomata, ambasador RP (ur. 1941)
  - Jan Kanty Szreniawski, polski prawnik administratywista (ur. 1931)
  - Jadwiga Wileńska, polska reportażystka, reżyserka filmowa (ur. ok. 1946)
  - Krzysztof Wolf, polski działacz opozycji antykomunistycznej (ur. 1959)
- 2024:
  - Krzysztof Banaszyk, polski aktor (ur. 1970)
  - Dilmo Franco de Campos, brazylijski duchowny katolicki, biskup pomocniczy Anápolis (ur. 1972)
  - Zdeněk Prokeš, czeski piłkarz (ur. 1953)
  - Barbara Sowa, polska działaczka konspiracji niepodległościowej w czasie II wojny światowej, uczestniczka powstania warszawskiego (ur. 1918)
  - Zenon Uryga, polski literaturoznawca, dydaktyk (ur. 1934)
- 2025:
  - Jonathan Kaplan, amerykański reżyser, scenarzysta i producent filmowy i telewizyjny (ur. 1947)
  - Norbert Sarnecki, polski rzeźbiarz (ur. 1974)
  - Andrzej Wilk, polski inżynier mechanik, profesor nauk technicznych, wykładowca akademicki (ur. 1940)